# Комплекс Градских дворова
Комплекс Градских дворова, смештен је у самом центру Београда. У оквиру дворског комплекса налазе се:
- Стари двор - Садашња Скупштина града Београда,
- Нови двор - Садашња зграда Председника републике.

Пре Другог светског рата и недуго после комплекс су сачињавале и зграде:
- Маршалат Краљевског двора - зграда дворске страже, протокола, административних послова и гарде. (подигнут 1855. године а срушен 1958. године)
- Помоћне зграде за послугу, гараже и коњушнице. (подигнуте 1922. године а срушене 1946.)

Пре Првог светског рата комплекс су сачињавали и зграде:
- Стари конак (подигнут 1837. године а срушен 1904. године)
- Мали Конак  (подигнут 1855. године а срушен 1881. године)
- Мали дворац (Зграда Министарства унутрашњих и спољних послова) (подигнут 1862. године а срушен 1911.)

## Историја
Почетком XX века, комплекс су чиниле зграде Старог конака (тада Новог) и данашњег Старог Двора. Касније је зграда конака срушена а подигнута је зграда Новог Двора. Стари и Нови двор јер између два рата повезивала зграда Маршалата двора у којој су се налазиле просторије протокола, административне и просторије гарде. Такође налазиле су се и помоћне зграде за послугу, гаража и коњушница. Дворски парк (данас Пионирски парк) је раније био окружен декоративном оградом од кованог гвожђа, са каменим стражарским кућицама. У њему се данас налазе неке од ретких врста дрвећа из тог периода.

## Напомена
1. ↑  Зграда Маршалата је у средини и полукружног је облика. Подсећа да источно крило Царске палате Хофбург у Бечу.